# Clupeinae
Clupeinae — підродина оселедцевих риб до якої, зокрема, належать оселедці, шпроти.

## Роди
- Clupea
- Ethmidium
- Hyperlophus
- Potamalosa
- Ramnogaster
- Sprattus
- Strangomera